# Gula
Gula a gyógyítás babiloni istennője, az orvosok védőszentje. Lényegében megegyezik a régebbi, sumer korból ismert Niníszína istennővel.
Fő temploma Íszínben volt, néhány kilométerre délkeletre Uruk városától. Szent állata a kutya. Hívei agyag kutyaszobrokat helyeztek el az oltárainál. Különböző férfiistenekről állítják, hogy Gula férje volt, például Ninurta, aki eredetileg a mezőgazdaság istene volt, később a háború istene. A babiloni mitológia szerint gyermekei, Damua és Ninazu szintén gyógyítók voltak.